# (100291) 1995 CM8
(100291) 1995 CM8 es un asteroide perteneciente al cinturón de asteroides, descubierto el 3 de febrero de 1995 por el equipo del Spacewatch desde el Observatorio Nacional de Kitt Peak, Arizona, Estados Unidos.

## Designación y nombre
Designado provisionalmente como 1995 CM8.

## Características orbitales
1995 CM8 está situado a una distancia media del Sol de 2,530 ua, pudiendo alejarse hasta 2,979 ua y acercarse hasta 2,080 ua. Su excentricidad es 0,177 y la inclinación orbital 13,75 grados. Emplea 1469 días en completar una órbita alrededor del Sol.

## Características físicas
La magnitud absoluta de 1995 CM8 es 15,9.